# Cyklodekstryny
Cyklodekstryny – węglowodany z grupy dekstryn. Najbardziej rozpowszechnione α-, β- i γ-cyklodekstryna składają się odpowiednio z 6,7 lub 8 merów glukozowych, połączonych wiązaniami α-1,4-glikozydowymi, tworzących razem strukturę cykliczną.
Znane są również większe cyklodekstryny, zawierające nawet do 39 jednostek glukozy.
Cyklodesktryny produkuje się w stosunkowo łatwy sposób ze zwykłej skrobi, w wyniku jej kontrolowanej  hydrolizy enzymatycznej z użyciem cykloglukotransferazy (CGTazy). Cyklodestryny są łatwo rozpuszczalne w wodzie i przyjmują w roztworze kształt toroidu. Ze względu na fakt, że wszystkie jednostki glukopiranozowe w pierścieniu cyklodekstryny występują w konformacji krzesłowej, wszystkie pierwszorzędowe grupy hydroksylowe znajdują się po jednej stronie pierścienia, a drugorzędowe po przeciwnej stronie pierścienia. Cząsteczka przybiera kształt ściętego stożka (toroidu), którego szerszą krawędź wyznaczają drugorzędowe grupy OH, a węższą pierwszorzędowe grupy OH.
Wolne pary elektronowe skierowane są do wnętrza cząsteczki i dzięki temu, wnętrze toroidu posiada cechy hydrofobowe (nie lubiące wody) natomiast związki jako całość są hydrofilowe (lubiące wodę) i rozpuszczalne w wodzie.
Dzięki hydrofobowości wnętrza, cyklodekstryny są zdolne tworzyć kompleksy inkluzyjne ze związkami hydrofobowymi. Są to kompleksy typu "gość-gospodarz", w których cyklodekstryna pełni funkcję gospodarza, a kompleksowany związek hydrofobowy jest gościem. Cały kompleks jest jednak wciąż rozpuszczalny w rozpuszczalnikach polarnych takich jak np. woda. Ma to szerokie zastosowanie w farmacji, znane są m.in. kompleksy β-cyklodekstryny z nitrogliceryną czy hydrokortyzonem. Zastosowanie leku w formie kompleksu z cyklodekstryną zwiększa jego biodostępność, a co za tym idzie możliwość zmniejszenia dawki. Dodatkowo, lek jest stopniowo uwalniany z kompleksu co wydłuża czas jego działania. Umożliwia to przyjmowanie leku np. raz dziennie zamiast trzech czy czterech dawek dziennie.
W przemyśle kosmetycznym i artykułów higienicznych cyklodekstryny stosowane są do pochłaniania czy stopniowego uwalniania zapachów (odświeżacze powietrza, perfumy, zapachowy papier toaletowy). W przemyśle spożywczym są wykorzystywane do pochłaniania nieprzyjemnych zapachów i smaków, a także do utrwalania pożądanej barwy, smaku i zapachu (np. w kawie rozpuszczalnej). Rozpad cyklodekstryn może mieć miejsce na skutek zmiany pH roztworu lub na skutek termicznego rozpadu wiązań α-1,4-acetalowych. Termiczny rozkład cyklodekstryn jest m.in. wykorzystywany do produkcji układów zdolnych do powolnego uwalniania substancji zapachowych. W tym celu wysuszone drobiny cyklodekstryn poddaje się działaniu par substancji zapachowych, a następnie dodaje się je np. do proszków do prania. W trakcie prasowania, lub w trakcie noszenia tkanin pranych w tych proszkach dochodzi do termicznego rozkładu cyklodekstryn i uwolnienie substancji zapachowych do otoczenia.
Cyklodekstryny mają również zastosowanie w różnych dziedzinach chemii. Ich zdolność do tworzenia kompleksów inkluzyjnych jest z powodzeniem wykorzystywana w chemii analitycznej np. do rozdzielania izomerów dwupodstawionych benzenów.
Znany jest również wpływ cyklodekstryn na przebieg reakcji chemicznych. Na skutek tworzenia kompleksu inkluzyjnego cząsteczka gościa zostaje odizolowana od środowiska zewnętrznego. Cząsteczka cyklodektryny zapewnia podczas reakcji odpowiednie mikrośrodowisko i wpływa tym samym na szybkość, selektywność czy mechanizm reakcji.
Grupy hydroksylowe cyklodekstryn można modyfikować, wykorzystując reakcje znane z chemii węglowodanów. To dodatkowo zwiększa możliwości zastosowań cyklodekstryn.